# NGC 4297
NGC 4297 est une galaxie lenticulaire située dans la constellation de la Vierge. NGC 4297 a été découverte par l'astronome britannique William Herschel en 1784.

## Caractéristiques

### Distance
Sa vitesse par rapport au fond diffus cosmologique est de 4 403 ± 27 km/s, ce qui correspond à une distance de Hubble de 64,9 ± 4,6 Mpc (∼212 millions d'al).

## Amas de la Vierge
Bien qu'elle n'apparaisse dans aucun groupe de galaxies des sources consultées, la désignation VCC 473 (Virgo Cluster Catalog) indique que NGC 4297 devrait faire partie de l'amas de la Vierge. Mais, puisqu'elle est située à une distance de plus de 212 millions d'années-lumière, elle ne fait sans doute pas partie de cet amas dont les galaxies les plus lointaines, celles du groupe de NGC 4235, sont situées à moins de 150 millions d'années-lumière de la Voie lactée.